# Sclerophrys langanoensis
Sclerophrys langanoensis és una espècie de gripau de la família dels bufònids.
Va ser descrit com Bufo langanoensis per Largen, Tandy & Tandy el 1978. Va ser reclassificat el 2006 en el gènere Amietophrynus i una segona vegada el 2016 en el gènere del Sclerophrys.

## Hàbitat
Viu a Etiòpia, possiblement a Eritrea i possiblement a Somàlia. Viu on hi ha aigua permanent a la sabana àrida i semidesèrt. S'ha trobat als voltants de petits llacs, séquies de reg i llacs d'aigua en un paisatge que va des d'una estepa subdesèrtica de runes volcàniques, herbes xeròfiles i matolls d'espines, fins a sabana d'acàcia molt pasturada. Es reprodueix per desenvolupament larvari en llacs i estanys permanents. Segons la Llista Vermella de la UICN hi ha dades insuficients per avaluar el seu estat de conservació. El seu hàbitat minva per l'activitat humana, tot i sembla aprofitar de projectes d'irrgació.